# Großwenden
Großwenden ist ein Ortsteil von Großlohra im Landkreis Nordhausen in Thüringen.

## Geografie
Die Flur von Großwenden liegt am Nordrand der nordwestlichen Ausläufer des Höhenzuges Hainleite. Nach Norden flacht das Land ab, dann folgen kleinere Anhöhen im kupierten landwirtschaftlichen Gelände. Im Tal verläuft die Wipper. Neben der Landesstraße 3080 und der Bahnstrecke Halle–Hann. Münden führt die Bundesautobahn 38 durch das Gebiet, das verkehrsmäßig gut erschlossen ist.

## Geschichte
Großwenden wurde 1344 erstmals urkundlich erwähnt. Die Dörfer Großwenden und Kleinwenden entstanden im Mittelalter als vermutlich slawische Siedlungen. Die ländlich geprägten Orte waren und sind landwirtschaftlich orientiert. Während der Zeit in der DDR mussten sie den Weg der Zwangskollektivierung gehen. Heute haben sich neue Eigentumsverhältnisse gebildet, nach denen das Land bewirtschaftet wird.
Am 1. Juli 1950 entstand die Gemeinde Großlohra durch den Zusammenschluss der bisherigen Gemeinden Friedrichslohra, Großwenden und Kleinwenden.

## Kultur und Sehenswürdigkeiten
Die evangelische Filialkirche St. Stephanus ist ein kleiner schlichter, barocker Saalbau aus verputzten Bruchsteinen ohne Turm. Sie wurde im 17. Jahrhundert errichtet. Das Schiff enthält eine bauzeitliche Holzempore und einen Kanzelaltar aus dieser Zeit sowie ein stuckiertes Tonnengewölbe. Die Glocke ist von 1474.